# 河合理文
河合 理文（かわい まさふみ）は、日本の技術者。IHI技師長、日本機械学会副会長。

## 人物・経歴
2008年九州大学大学院修了、博士（工学）。2019年日本機械学会関東支部長。2020年、日本機械学会流体工学部門部門賞及び、日本機械学会関東支部功績賞受賞。数値流体力学や流体設計の研究開発を行い、IHI技師長を経て、2021年からは日本機械学会副会長も務めた。